# Farzad Zarajsh
Farzad Zarajsh es un deportista iraní que compitió en taekwondo.
Ganó una medalla en el Campeonato Mundial de Taekwondo de 1989, y tres medallas en el Campeonato Asiático de Taekwondo entre los años 1990 y 1996. En los Juegos Asiáticos de 1994 consiguió una medalla de plata.

## Palmarés internacional
| Campeonato Mundial  | Campeonato Mundial    | Campeonato Mundial | Campeonato Mundial |
| Año                 | Lugar                 | Medalla            | Categoría          |
| ------------------- | --------------------- | ------------------ | ------------------ |
| 1989                | Seúl (Corea del Sur)  | Medalla de bronce  | +83 kg             |
| Juegos Asiáticos    |                       |                    |                    |
| Año                 | Lugar                 | Medalla            | Categoría          |
| 1994                | Hiroshima (Japón)     | Medalla de plata   | +83 kg             |
| Campeonato Asiático |                       |                    |                    |
| Año                 | Lugar                 | Medalla            | Categoría          |
| 1990                | Taipéi (Taiwán)       | Medalla de bronce  | +83 kg             |
| 1994                | Manila (Filipinas)    | Medalla de plata   | +83 kg             |
| 1996                | Melbourne (Australia) | Medalla de oro     | +83 kg             |